# Ferruccio Giromini
Ferruccio Giromini (Genova, 7 marzo 1954) è un fumettista italiano.

## Biografia
Dopo la laurea in lettere moderne divenne giornalista dedicandosi anche alla fotografia, all'illustrazione e alla regia televisiva. Come sceneggiatore di fumetti collaborò alla rivista Sgt. Kirk scrivendo fumetti disegnati da Sergio Toppi (1975/77); collaborò inoltre con lo studio Staff di If e con la rivista Bancarella (1977); per la rivista Alterlinus scrive storie a fumetti disegnate da Milvio Cereseto, Salvatore Deidda, Gianni Bellocchio e Giacinto Gaudenzi. Come illustratore espone sue opere in diverse mostre e, nel 1980, anche alla Biennale di Venezia. Dal 1979 si dedica anche all'insegnamento presso istituti pubblici e privati come, dal 1988, l'Istituto Europeo di Design di Milano e, dal 2020, l'Accademia Ligustica di Belle Arti di Genova. Per alcuni anni dirige Cartoombria, mostra internazionale di cinema d'animazione e, dal 2007, dirige il Premio "Sergio Fedriani".

## Opere
- Tradizioni medievali e viaggi al Paradiso Terrestre (1977)
- I Celti (1977)
- Mississipi 1823 (1978)
- Res Pubica-De Occulta Lanugine
- Très
- L’amo, la lettura